# Gülkader Şentürk
Gülkader Şentürk, född 8 januari 1996, är en turkisk judoutövare.
Şentürk tävlade för Turkiet vid olympiska sommarspelen 2020 i Tokyo. Hon blev utslagen i den första omgången i extra lättvikt mot Julia Figueroa.